# Rainy River (distrito)
O Distrito de Rainy River é uma região administrativa da província canadense de Ontário. Sua capital é Fort Frances. Possui uma população de 22 343 habitantes.